# Совині гори
Совині гори (пол. Góry Sowie) — гірський хребет у Польщі в Центральних Судетах, в Нижньосілезькому воєводстві південно-західної частини Польщі. У Совиних горах, окрім головного хребта, виділяються хребет Дзіковець та Вирембінські пагорби.
Совині гори займають площу близько 200 км², вони тягнуться на 26 км (35 км на лінії хребта) і розташовані між Валбжиськими горами та передгір'ями із заходу та горами Бардзькими зі сходу. Срібний перевал — це кордон на сході, а долина річки Бистриця — на заході. З півночі вони обмежені Дзержонською котловиною, а з півдня — Новорудзькою долиною та Влодзіцькими пагорбами. Поблизу Глушиці вони межують з Кам'яними горами.
Найвища вершина — Велика Сова (1015 м над рівнем моря).